# ESG (groupe)
Pour les articles homonymes, voir ESG.
ESG  est un groupe de no wave américain originaire du Bronx, à New York. Leur chanson UFO est l'une des plus samplées de l'histoire de l'industrie musicale,.

## Biographie

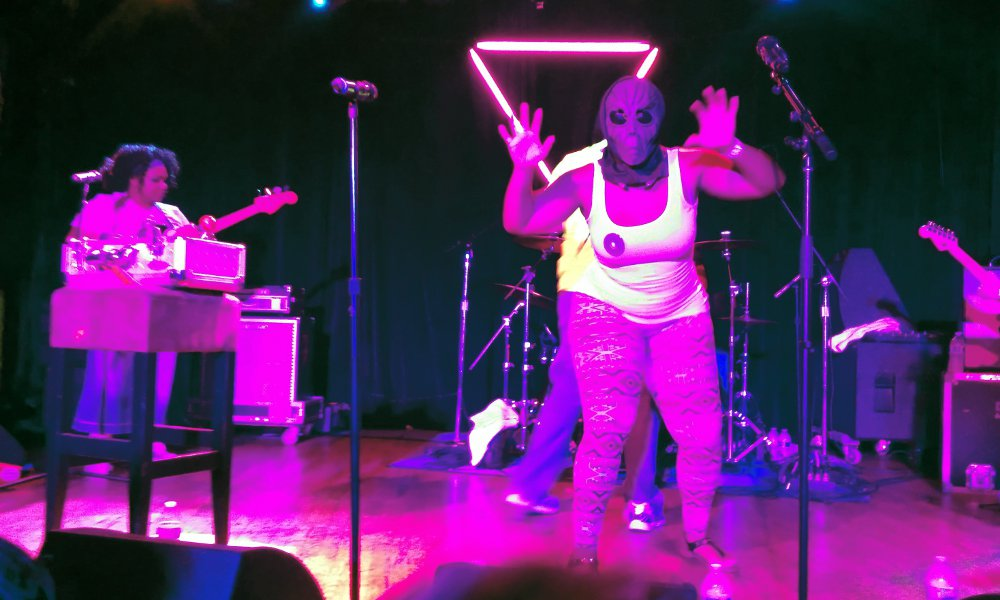
ESG en 2015.

Le groupe est formé à la fin des années 1970, composé de quatre sœurs (Marie, Renee, Valerie et Deborah Scroggins), et dont la musique exerça une influence sur des genres aussi variés que le hip-hop, la house, le post-punk et la no wave,. ESG est un acronyme pour Emerald, Sapphire and Gold.
Le groupe voit plusieurs de ses titres produits par Martin Hannett qui travaillait pour Factory et avait réalisé l’album de Joy Division Unknown Pleasures et Closer et les aida à inventer un son particulier, froid et groovy.
Curieusement alors que le groupe n’avait pas d’influence punk majeure, il a joué en première partie des Clash, avant de devenir populaire sur les pistes de danse grâce au titre Moody. La musique d'ESG a été samplée d'innombrables fois par d'autres groupes, en particulier son morceau UFO. Le son de sirène qui figure dans le morceau a été repris par de très nombreux rappeurs. En raison d'une faillite du label du groupe, ce n’est qu’en 2000 que fut publié A South Bronx Story, puis en 2002, Step Off. Renee Scroggins apparaît dans l'album Ginger de Gaëtan Roussel pour les titres Si l'on comptait les étoiles et DYWD.
ESG annonce des concerts en Suède et en France en septembre 2011. Un concert en mars 2012 est annoncé pour terminer la tournée en soutien à leur troisième album, Closure. ESG tournera toujours en date de juin 2014 et publiera le single Watching de leur prochain album, What More Can You Take?!, qui est annoncé en novembre 2015,.

## Discographie

### Albums studio
- 1983 : Come Away with ESG
- 1991 : ESG
- 2002 : Step Off
- 2006 : Keep on Moving
- 2012 : Closure

### EP
- 1981 : ESG
- 1982 : ESG Says Dance to the Beat of Moody
- 1992 : Sample Credits Don't Pay Our Bills

### Album live
- 1995 : ESG Live!

### Compilations
- 2000 : A South Bronx Story
- 2007 : A South Bronx Story 2 – Collector's Edition:Rarities
- 2010 : Dance to the Best of ESG